# جانيس هوزنشتاين
جانيس ليتمان (بالإنجليزية: Janice Litman)‏ أو جانيس غورالنيك (بالإنجليزية: Janice Goralnik)‏ (الاسم قبل الزواج هوزنشتاين (بالإنجليزية: Janice Hosenstein)‏، حيث استمدت اسم ليتمان من زوجها الأول، واسم غورالنيك من زوجها الثاني) هي شخصية خيالية ظهرت في المسلسل الأمريكي الكوميدي أصدقاء. ظهرت الشخصية التي لعبت دورها الممثلة ماغي ويلر في 19 حلقة من المسلسل في جميع مواسمه العشرة. تُعرف جانيس بنبرة صوتها وضحكتها المزعجين، كما تُعرف بجملتها الشهيرة "أوه يا إلهي!" "OH MY GOD!". كانت جانيس أيضًا علي علاقة بتشاندلر بينغ لكن بشكل متقطع، كما دخلت في علاقة مع روس غيلر لحلقة واحدة.

## ظهورها

### الموسم الأول
ظهرت جانيس لأول مرة في الحلقة الخامسة من الموسم الأول، حيث ظهرت كامرأة استصعب تشاندلر الانفصال عنها لأنه في كل مرة يحاول فيها الانفصال عنها تنهمر في البكاء، فيضطر إلي استكمال علاقته معها حتي لا يشعر بالذنب. في آخر محاولاته الفاشلة في الانفصال عن جانيس، يقوم تشاندلر بوخزها في عينها بدون قصد بينما كان يقوم بتحريك يده. في النهاية، يستعين بفيبي في الانفصال عن جانيس بالنيابة عنه، بعدما شاهد طريقتها في الانفصال عن الناس بدون إحباطهم، وهو ما تقوم به بكل سهولة.
ظهرت جانيس مرة أخري في الحلقة العاشرة من نفس الموسم. في هذه الحلقة، تتفق المجموعة علي أنها لن تذهب إلي أي مواعيد غرامية لها في ليلة رأس السنة ليقضوا اليوم معا. يجلب تشاندلر جانيس إلي الحفلة، بعدما قررت فيبي خرق الاتفاق وجلب دايفيد للحفلة، ليجد من يقبله بعد العد التنازلي للسنة الجديدة. في النهاية، تخرق المجموعة كلها عدا روس الاتفاق ويجلبوا أشخاصًا لهم في الحفلة. يجد تشاندلر جانيس مزعجة، فيخبرها أنه دعاها فقط للحفلة، لتذهب غاضبة ومستاءة.
آخر ظهور لجانيس في الموسم الأول كان في الحلقة 14، وهي الحلقة التي قالت فيها جملتها الشهيرة "أوه يا إلهي" لأول مرة. في عيد الحب، يجلب جوي تشاندلر معه لأن صديقة جوي لورين جلبت صديقتها معها لتصبح صاحبة الموعد الأعمي لتشاندلر. يتضح أن صديقتها هي جانيس الغاضبة لأنه انفصل عنها مرتان. سرعان ما يذهب جوي مع لورين ويترك تشاندلر مع جانيس ويعطيه بطاقته الائتمانية ليدفع العشاء علي حسابه. في نهاية المطاف، يقضي تشاندلر وجانيس وقتًا ممتعًا معا ويشتري مشروبات كحولية باهظة الثمن، مستعملاً بطاقة جوي الائتمانية. في صباح اليوم التالي، يجد نفسه مستلقيًا علي السرير وجانيس بجانبه. ينفصل عنها مرة أخري مذعورًا لكنها تقبلت الأمر جيدًا لأنها تعلم أنه سينتهي بهما الأمر معًا يومًا ما.

### الموسم الثاني
ظهرت جانيس في حلقتان فقط من الموسم الثاني. في الحلقة الثالثة، بعد وفاة السيد هيكلز الذي أعطي جميع ممتلكاته إلي رايتشل ومونيكا، يعتقد تشاندلر أنه سيموت وحيدًا مثله بسبب تشابه حياة السيد هيكلز عندما كان في عمر تشاندلر مع حياة تشاندلر نفسه في الوقت الحاضر. قرر تشاندلر عدم ترك الأمر هكذا ويحاول إعطاء فرصة لعلاقته بجانيس للمرة الرابعة، فيتصل بها ليقابلها ويعود لها، ليجدها ترفض العودة إليه لأنها تزوجت وحامل وأنها لم تخبره بذلك علي الهاتف كي تري بعينها ردة فعله.
ظهرت جانيس مرة أخري في الحلقة 24، حيث يتواصل تشاندلر مع امرأة عبر الإنترنت ويعتقد أن علاقتهما ستصبح جدية حتي علم أنها متزوجة. لكنه يقابلها في النهاية، بعد إقناع فيبي له بأن يقابلها في مقهي سنترال بيرك حتي لو ما زالت متزوجة لأنه من الممكن أن يكون زوجها هو الرجل الغير مناسب لها علي عكس تشاندلر، ليجد في النهاية أن هذه المرأة هي جانيس ويقبلها. ظهرت جانيس في الدقيقة الأخيرة من الحلقة فقط.

### الموسم الثالث
ظهرت جانيس بشكل مكثف في الموسم الثالث، حتي أنه يُعد أكثر موسم شاركت فيه من مواسم المسلسل العشرة، حيث ظهرت في 6 حلقات منه. ظهرت منذ الحلقة الأولي، والتي كانت فيها حبيبة تشاندلر للمرة الأولي، إلا أن جوي يعاني في التأقلم معها. يجد جوي مجموعة الأصدقاء جميعهم متقبلين جانيس بكل سهولة في الوقت الذي يريد التخلص منها فيه. يعلم تشاندلر أن جوي لديه مشكلة مع جانيس ويخبرها بذلك، لتتسكع معه يوم كامل لكي يتقبلها، إلا أنه لم يستطيع، لكنه أخبره أنه أصبح يتحمل وجودها وهذا هو الهدف الرئيسي.
في الحلقة الثالثة، أخبر تشاندلر جانيس بدون قصد بأنها سمينة، فيستعين بمساعدة رايتشل وروس. يخبرهم كذلك بأنه يعاني من رغبة جانيس في المعانقة أثناء النوم، بينما هو يريد خلق مساحة لنفسه أثناء نومه. تخبره رايتشل بأنهما لن يساعداه في ذلك لأنها وروس ينامان متعانقان. لكن بعدما غادرت رايتشل الشقة، يخبره روس بأنه مثله وأنه يقوم بمعانقة رايتشل ثم يدحرجها لجانبها من الفراش ثم يقوم بدحرجة نفسه مبتعدًا. أثناء تطبيق تشاندلر لأسلوب العناق والدحرجة، ينتهي به الأمر ملقيًا بجانيس من علي السرير دون قصد عندما علقت ذراعه أسفل ظهرها. يضطر إلي إخبارها بأنه كان يحاول تطبيق أسلوب روس، ناسيًاإخبارها بعدم ذكر ذلك أمام رايتشل، لتخبر رايتشل بذلك التي تستاء من روس بسبب ذلك الأمر.
في الحلقة الرابعة، بعدما صارت الأمور تمضي قدمًا مع جانيس، يبدأ تشاندلر في الذعر من مسألة الالتزام ويستعين بنصيحة رفاقه. يخبره جوي بأن عليه أن يواجه خوفه. لكي يفعل ذلك، يدعو تشاندلر جانيس لتناول الطعام بمنزله ويعطيها ورق زينة لاصق ودرج جديد. تعتقد أنه يفعل ذلك لكي يكون لطيفًا، إلا أنه يبالغ ويخبرها أنه يريد أن يأخذا رحلة مع والديها وأن ينتقلا للعيش معا. تخاف من تقدم علاقتهما دون أن تتطلق من زوجها بعد حتي وتغادر الشقة من شدة خوفها، فيطاردها في الشارع وتخبره أنها ستكلمه لاحقًا. تنصحه مونيكا ورايتشل بمتابعتها دون إبداء أي اهتمام، وهو ما يفعله في السوبر ماركت. تكتشف ما يحاول فعله بمطاردته لها، فيصبح موقفه سئ. عندما يخبر ذلك للفتاتان، يكونوا علي وشك تناول البوظة اللذيذة قليلة الدسم للحالات "الميئوس منها"،إلا أن يرن الهاتف. بدلاً من الاستماع إلي نصيحتهما، يصبح تشاندلر علي طبيعته مع جانيس ويعترف بأنه يريد فقط المضي قدمًا في علاقتهما لأنه مُتيم بها. ينتهي الأمر به وجانيس إلي قولهما "أحبك" لبعضهما، ما جعل الفتاتان يتناولن البوظة.
في الحلقة السادسة، تسأل جانيس من في مجموعة الأصدقاء نام مع الآخر، فأنكروا جميعا. ثم سألت هل أوشك أحد منهم علي فعل ذلك، فتم استكمال الحلقة بلقطات من الماضي للكشف عن ذلك.
في الحلقة السابعة، تجد جانيس طليقها غاري ليتمان (ملك المفروشات) يستغل طلاقهما لبيع الفرش في محله. في نهاية الحلقة، يذهب جوي مع مونيكا لرؤية ملك المفروشات بسبب رفض محله استرجاع السرير (الذي علي شكل سيارة سباق) الذي تسلمته مونيكا بالخطأ لأن فيبي وقعت بالنيابة عنها بأنها استلمت ذلك السرير، ليجد جوي جانيس تُقبِل زوجها السابق في مكتبه، بينما هما يسيران في إجراءات إنهاء طلاقهما.
في الحلقة الثامنة، يخبر جوي ومونيكا للمجموعة ما رأياه في المحل. يحاول جوي عدم إخبار تشاندلر بما رأه، لكنه يخبره في النهاية عندما كان سيشتري لالئ لجانيس مع اقتراب عيد ميلادها. يُكذب تشاندلر جوي لكن الأخير يؤكد له ما رأه. يواجه تشاندلر جانيس بشأن ذلك الأمر وتخبره أنها فعلت ذلك مرتان. يخيرها بينه وبين زوجها السابق، لكنها تعترف أنها تحبهما هما الاثنين. يخبره جوي أنه إذا كان مكانه لاختار أن ينسحب هو لأن جانيس لديها طفل من زوجها السابق، وهو لا يريد أن يكون عائقًا أمام فرصة لإنجاح زواجهما. يخبر تشاندلر جانيس بأن عليها أن تعود لزوجها السابق لأنه لا يريد أن يكون ذلك الرجل الذي هدم عائلة بأكملها، مثلما سبب رجل هكذا في انفصال والديه، وأنه في كل مرة يري ذلك الرجل يفكر في أنه السبب في انفصالهما وكان يكرهه. يغير رأيه في آخر لحظة ويطلب منها أن تختاره هو بعدما قالت له أنه توأم روحها، لكن بالرغم من ذلك، تختار زوجها السابق وتودع تشاندلر ثم ترحل.

### الموسم الرابع
في الموسم الرابع، الحلقة 15، تأخذ رايتشل تشاندلر إلي صالون لتقليم الأظافر حيث يلتقي هناك بجانيس. تبين أن جانيس تطلقت من غاري وتريد العودة إلي تشاندلر، لكن تشاندلر لا يريد العودة إليها ويفكر في إنهاء علاقته بها قبل أن تبدأ. عندما يأخذها إلي مقهي سنترال بيرك لإنهاء علاقته بها هناك، تخبره بأنها لن تدعه يرحل هذه المرة، فيخبرها أنه سيسافر إلي اليمن بحجة أن شركته ستنقله إلي هناك للتخلص منها. تخبره أن عليها أن تقضي معه كل دقيقة حتي يسافر، فيخبرها أنه سيغادر غدًا حتي لا يقضي معها أي وقت. لكنها تبقي معه في جميع الأوقات حتي دخوله المطار، فتذهب معه إلي المنزل لمساعدته في حزم حقائبه إلي أن تذهب معه أيضًا في اليوم التالي لتقله للمطار وتخبره أنها لن تذهب حتي يركب الطائرة. يحاول أخذ بطاقة سفر مزيفة إلي اليمن من شباك التذاكر لكن دون جدوي، فيظطر لشراء تذكرة سفر باهظة إلي هناك ويركب الطائرة. عندما تسئله متي سيعود، يخبرها أنه لن يعود إلا أن تجد شركته مصدر طاقة آخر بديلاً للنفط. تخبره أنها ستكتب له كل يوم وسترسله إلي عنوان مزيف أخبرها به، 15 شارع اليمن، مدينة اليمن، اليمن. يحاول عدم ركوب الطائرة لكنها لازالت موجودة، فيخبرها أنه أراد قبلة أخيرة وأنه ظن أنها ستغادر بعد صعوده إلي الطائرة، لكنها تخبره أنها لن تغادر حتي تراه وهو يركب الطائرة. يدخل في حالة صدمة لأنه سيذهب حقًا إلي اليمن ويطلب من سيدة كبيرة في السن أن يبقي عندها عندما يصل إلي هناك.

### الموسم الخامس
في الموسم الخامس، الحلقة 12، يكتشف روس أن إميلي ستتزوج حديثًا، فيتمشي في شوارع نيويورك وينتهي به المطاف بالنوم مع جانيس، بينما لا تزال معتقدة أن تشاندلر في اليمن. تكره المجموعة فكرة أن يواعد روس جانيس لكنهم يلومون روس وليس جانيس، حيث عندما تذكر جانيس أن لا يحكموا عليها بينما تشاندلر في اليمن وهي امرأة شابة لديها احتياجاتها ولا يمكنها الانتظار للأبد، تذكر فيبي أنهم لا يلوموها هي ثم ينظروا جميعًا إلي روس، ثم يذكر جوي أن روس فقد عقله. يخرج روس مع جانيس مرة أخري ويذكر أنه قضي موعدًا غراميًا رائعًا معها، حيث تحدث معها عن كل الأشياء الفظيعة التي حدثت له وتحدث لساعات، فوجد أنه من الرائع أن يجد الانسان من يعطيه انتباهه هكذا لكن فيبي قالت له أنه ليس بحاجة لجانيس في هذا الأمر فلديه هم. لم تعد جانيس تتحمل نحيب روس فتنفصل عنه في مقهي سنترال بيرك. يتعافي من حالة الاكتئاب لديه عندما تجده مزعجًا. عندما تلتقي وهي ذاهبة بجوي الذي وصل للتو، تخبره أنها واعدت 2 من 3 منهم وضحكت، في إشارة منها أنه القادم كونه الأخير من الرجال في المجموعة، الأمر الذي أرعب جوي. يذهب روس لتشاندلر ليخبره أنه أقام علاقة مع جانيس قبل أن يسمع ذلك من أحد آخر، فيضحك تشاندلر مبديًا عدم وجود أي غضب من ذلك الأمر. عندما يذكر روس أنه يوجد بعض القواعد بشأن مثل هذه الأمور مثل عدم مواعدة حبيبات أصدقاء المرء السابقات أو اللاتي من المُحتمل أن يصبحن أو قريباتهم، يرتعب تشاندلر من ذلك لأنه يواعد مونيكا أخت روس سرًا، مدعيًا أنه غاضب من فعلة روس لكنه سيسامحه لأن هذا ما يفعله الأصدقاء. يطلب منه تشاندلر أنه يريده أن يتذكر أنه سامحه، وأنه سمح له بالعيش هنا دون أن يدفع إيجار، وأنه أعطاه 27 دولارًا دون شروط، وإذا نسي ذلك فليدونه.

### الموسم السادس
في الموسم السادس، الحلقة 17، شاركت جانيس بصوتها فقط. في تلك الحلقة، يلجأ تشاندلر لأصدقائه لمساعدته فيما سيحضره لمونيكا في عيد القديس فالنتين. اتفق كل من تشاندلر ومونيكا علي أن يصنعا هدية للآخر بنفسيهما. في نهاية المطاف، يقرر تشاندلر تقديم شريط مُختلط يحتوي علي أغاني رومانسية وجده في خزانة ملابسه. أثناء رقصهما علي أغاني الشريط، يظهر صوت جانيس وهي تهنئ تشاندلر بعيد ميلاده في نهاية الشريط أثناء قيام مونيكا بتقبيل تشاندلر وهما مندمجان مع الأغنية. اتضح أن هذا الشريط هدية من جانيس لتشاندلر. يضايق هذا الأمر مونيكا إلي أن ظل تشاندلر يعتذر حتي سامحته، لكن صوت جانيس المستمر يغضب مونيكا مرة أخري ويجعلها تدخل غرفتها، تاركةً تشاندلر ينام علي الأريكة.

### الموسم السابع
في الموسم السابع، الحلقة السابعة، تدخل امرأة إلي مطبخ المطعم التي تعمل فيه مونيكا لتخبرها كيف تريد تناول الدجاج. تكون هذه المرأة هي جانيس التي تسألها عن من الرجل التي ستتزوجه، مبديةً إعجابها بالخاتم الذي بإصبعها لدرجة أنه سيصيبها بالعمي. تنصدم جانيس من معرفة أنه تشاندلر، لكنها تواعد شخصًا آخر بالفعل، ثم تدعو نفسها إلي حفل زفاف مونيكا وتشاندلر وتوافق مونيكا. كما توافق علي تناول العشاء برفقة تشاندلر مع جانيس وحبيبها. تريد جانيس أن تبيت عندهم لأنها لا تريد البقاء الليلة بمفردها، بعدما تخلف حبيبها عن موعد العشاء. تختار جانيس تشاندلر ومونيكا للمبيت عندهم لأنها تعتقد أنهما يعتبرانها من العائلة بعدما تخبرها مونيكا أنهما سيدعوان أفراد العائلة فقط إلي حفل زفافهما الصغير، فتظن جانيس أنهما يخبرانها هكذا لأنهما يعتبرانها من العائلة. الأمر الذي يجعلها تذهب عندما تكذب عليها مونيكا وتخبرها أنها لا يمكنها أن تبيت عندهم الليلة ولا يمكنها حضور الزفاف لأن تشاندلر ما زال يكن لها مشاعر قوية، فتغادر وتخبر تشاندلر أن يتصل بها عندما تفشل علاقته مع مونيكا.

### الموسم الثامن
في الموسم الثامن، الحلقة 23، تدخل رايتشل المشفي لكي تنجب طفلها وتمر بمرحلة المخاض ببطء شديد. تخرج ثلاث نساء تشاركن معها الغرفة لأنهم مررن بالمخاض بالفعل وسينجبن أطفالهن قبلها، الأمر الذي يثير أعصابها. كانت جانيس هي المرأة الرابعة شريكتها في الغرفة، الأمر الذي أزعج روس ورايتشل. تقول جانيس أنها ورايتشل ستكونان رفيقتان مع طفلان ويسارع روس بإخبار رايتشل بأن تضغط علي قدميها معًا وتغطي أذني الطفل بسبب ضحكة جانيس. تعرفهما جانيس علي زوجها سيد غورالنيك الذي يدهش روس بقوله أنه الرجل الأكثر حظًا في العالم لأنه متزوج من جانيس وتخبرهما أنها تعرفت منذ عام عليه في مكتب أخصائي الجلد. تنبههما أنه أصم تقريبًا، لهذا أدركا كيف استطاع تحملها.
في الجزء الثاني من الحلقة، يسمع تشاندلر ومونيكا صوت جانيس بينما كانا يمارسان الجنس، فارتعبا لذلك. يذهبا إلي غرفة رايتشل ليطمئنا عليها وللتأكد من أن صاحبة الضحكة التي سمعاها هي جانيس. يخبر روس تشاندلر أن جانيس أيضًا في المخاض وتشعر بالانقباضات أيضًا، فتُكمل جانيس بالقول بأنه يجب أن يكون الأمر سهلاً لأن لديها حوض واسع جدًا وتنظر لتشاندلر قائلةً بأنه يتذكر ذلك لأنه مارس معها الجنس عدة مرات. يسألها تشاندلر من والد الطفل فتقول أنه هو، فيرتعب من الإجابة، لكنها كانت تمزح معه لأنهما لم يقيما علاقة حميمية منذ سنوات. بعدما أنجبت رايتشل ابنتها إيما، تدخل جانيس مع ابنها حديث الولادة آرون لرايتشل لكي يلقي التحية علي ابنتها التي تشير إليها بأنها عروسه المستقبلية. ترتعب رايتشل من شكل طفل جانيس. تخبرها جانيس بأنها معجبة بها لأنها ستربيها بمفردها لكن رايتشل تخبرها بأن لديها روس. تبدأ جانيس هنا في العبث برأس رايتشل بشأن روس، حيث تخبرها بأنه سيربي ابنتها معها الآن لكن ماذا سيحدث إذا تزوج مرة أخري؟ تمزح رايتشل وتقول بأنه سيطلقها لأنه كذلك، لكن جانيس تقول لها بأنهم يقولون أنهم سيكونون معهم حتي يُكوِنوا أسرهم الخاصة. تحاول رايتشل صدها بالقول بأن روس لن يفعل ذلك، حتي تخبرها جانيس بأن هذا ما ظنته كذلك مع زوجها الأول حتي رأت نفسها الآن محظوظة إذا أمضت ابنتها عطلة نهاية الأسبوع مع والدها وزوجته ذات الأثداء الضخمة. تختم حديثها بأنها آسفة كونها من يخبر رايتشل بذلك لكنها ستكون وحدها مع طفلتها. تُطمئِن رايتشل نفسها وتخبرها بأنها وحدها مع طفلتها منذ 20 دقيقة وهما بخير لكنها تشعر بأن علاقتها مع روس بدأت تتطور لأنهما تبادلا القبلات قبل الولادة بجانب أمور أخري. يُقاطع روس هذا الحديث بدخوله الغرفة اللتان تتواجدان فيها، ثم يري طفل جانيس الذي يخاف من شكله وأنفه الضخم. بناءً علي ذلك، يرفض روس أن يكون طفل جانيس زوج ابنته المستقبلي. تتركهما جانيس، فتسأله رايتشل عن القبلة بينهما قبل مغادرة الشقة هل تعني شيئًا؟ ليخبرها أنه رغم كونها رائعة، إلا أنهما يجب أن لا يفعلا ذلك مجددًا وأن يحذرا من تكرار تجربة عودتهما لبعضهما ثم انفصالهما مجددًا. تنصدم كون كلام جانيس صحيح، خصوصًا بعدما نسي إحضار مشروب غازي لها لأنه انشغل بالتحدث إلي الممرضة.

### الموسم التاسع
في الموسم التاسع، الحلقة 21، يحاول تشاندلر ومونيكا إنجاب طفل منذ سنة لكن لا يفلح ذلك، فيذهبان لعيادة خصوبة لإجراء فحص للتأكد من أن كل شيء بخير. يصادف الاثنان جانيس هناك تحاول إنجاب طفل آخر من زوجها سيد (حاولا قبل ذلك لكنهما عانيا من مشكلة). بعدما قام تشاندلر بوضع عينته من الحيوانات المنوية في الكوب يجدها لا زالت موجودة لأن سيد لم ينتهي بعد لأنها لا تسمح بوجود المجلات الخليعة في منزلها، لذا هذا يشبه عطلة لسيد. تذكر لتشاندلر أن تفريغه لعينته في الكوب ليس الجزء الصعب بل النتيجة هي الجزء الصعب، فيرد أنه لا يفكر بالنتيجة بل يعتقد أن كل شئ علي ما يرام. تطمئنه أن كل شئ علي ما يرام بالفعل، لكنه بدأ في القلق حتي تطمئنه مرة أخري أنه ومونيكا مُقدر لهما الإنجاب. يعود للاظمئنان مرة أخري مفسرًا سبب عدم تفكيره في نتيجة الفحص لأنه كان قلقًا من الذهاب للعيادة والقيام بهذا الاختبار. يعرف نتيجة الفحص في نهاية الحلقة من خلال الهاتف، فتكون النتيجة أنه ومونيكا لا يمكنهما إنجاب طفل لأن منيه يتحرك ببطء ورحم مونيكا يقتل أي مني يصل له. بعدما يخبر لمونيكا النتيجة، تبكي ثم يعتذر لها، فتخبره أنها أيضًا آسفة وتعانقه، ويهدئها قائلاً أنهما سيجدا حلاً.

### الموسم العاشر
في الموسم العاشر، الحلقة 15، قرر مونيكا وتشاندلر تفقد المنزل المعروض للبيع المجاور لمنزلهما الذي سيشترياه لرؤية إن كان سيشترياه بدلاً من الآخر. اتضح أن هناك مشتريان آخران، أحدهما هي جانيس. بعدما علمت أن مونيكا وتشاندلر سيشتريان المنزل المقابل لها، تقرر جانيس شراء المنزل الذي أمامهما ليصبحوا جيران بعد أن كانت مترددة. يحاول الزوجان التفكير في حل لمنعها من شراء المنزل المقابل لهما. تقترح مونيكا شراء كلا المنزلان وجعل أحدهما منزل الضيوف، ويقترح تشاندلر الانسحاب من شراء منزلهما اللذان اختراه بالفعل طالما ما زالا يمكنهما فعل ذلك. يقرر تشاندلر إيهام جانيس بأنه ما زال يحبها حتي تنسحب من شراء المنزل، وبالفعل تنجح تلك الخطة، لكن جانيس تُقبِله كلحظة ضعف أخيرة ثم تودعه.